# Szwadron Milicji Konnej Powiatu Garwolińskiego
Szwadron Milicji Konnej Powiatu Garwolińskiego – polski oddział kawalerii wchodzący w skład wojsk powstańczych okresu insurekcji kościuszkowskiej.

## Formowanie
Szwadron sformowany został w maju 1794 w powiecie garwolińskim przez gen. mjr. Adama Skilskiego.
1 maja w Latowiczu zebrało się pięciu wolonterów, którzy zaopatrzeni w żywność na 8 dni zaciągnęli się pod rozkazy gen. Adama Skilskiego. Grupa ta przemieściła się do Garwolina, gdzie do 10 maja oddział Skilskiego rozrósł się do 60 konnych.  26 sierpnia szwadron garwoliński liczył 108 osób i 106 koni. Podobny stan utrzymywał się do jesieni.

## Żołnierze szwadronu
Organizatorem  szwadronu był były pułkownik konfederacji barskiej gen. mjr Adam Skilski, a faktycznym dowódcą szwadronu był por. Bernard Bobola. Ponadto w szwadronie służył chorąży Franciszek Witkowski.